# Igor Čatić
Igor Čatić (Zagreb, 14. ožujka 1936.), profesor emeritus, umirovljeni profesor na Fakultetu strojarstva i brodogradnje u Zagrebu.

## Životopis
Rođen je 14. ožujka 1936. godine u Zagrebu. Od djetinjstva vezan je uz metale i plastiku, preradu i obradu, u radionici svog oca gospodina Julija Čatića. Godine 1954. završio gimnaziju i alatničarski zanat. Još tada pokazao je smisao za poboljšanja i kreiranja novih alata i strojeva. Već od 1951. bavio se s plastikom i gumom. Na Fakultetu strojarstva i brodogradnje zaposlio se 1965.  Posjet Izložbi plastike i gume u Düsseldorfu 1967. godine potakao je početak uspješne znanstvene karijere Igora Čatića, tada još samo inženjera. Slijedila je stipendija Deutscher Akademischer Austauschdienst 1968. Zatim magisterij pa stipendija Zaklade Alexander von Humboldt i, konačno, 1972. obrana doktorata na Fakultetu strojarstva Tehničkog sveučilišta u Aachenu. Cijeli svoj radni i poslijeradni vijek bavio se polimerima. Vodio je Katedru za preradu polimera. Od 1995. predavao Uvod u tehniku. Radio je na FSB-u do odlaska u mirovinu 2006. Osnivač je Društva plastičara i gumaraca i međunarodni urednik časopisa Polimeri.
Sa suprugom Rankom objavio je više rječnika polimerstva. Najnoviji je ERPOHEN - Trorječnik polimerstva: hrvatsko-englesko-njemački.    
Veliku je pozornost posvećivao pisanju znanstvenih članaka na hrvatskom jeziku.
Suradnik je jezikoslovnog projekta Struna. Poštujući načela terminološkoga rada, koja je baštinio od svoga učitelja, profesora Nike Maleševića, uspio je obraniti neke svoje leksičke izbore u polimerskom nazivlju i od strogoga suda institutskih kroatista koji se nisu s njima uvijek slagali.
Član je više društava:  Društvo plastičara i gumaraca, Hrvatsko mjeriteljsko društvo, Hrvatsko društvo za materijale i tribologiju, Klub hrvatskih humboldtovaca, VDI - Gesellschaft Kunststofftechnik, Institute of Materials, Minerals and Mining (Fellow)
Knjige bez uzora u svjetskoj literaturi:
Čatić, I.: Izmjena topline u kalupima za injekcijsko prešanje plastomera, Društvo plastičara i gumaraca, Zagreb, 1985.
Čatić, I., Razi, N., Raos, P.: Analiza injekcijskog prešanja polimera teorijom sustava, Društvo plastičara i gumaraca, 1991.
Čatić, I., Johannaber, F.: Injekcijsko prešanje polimera i ostalih materijala, Društvo za plastiku i gumu i Katedra za preradu polimera FSB-a, Zagreb, 2004.
Najnoviji rječnik:
Čatić, I., Čatić, R.: EPOHEN – Trorječnik polimerstva: hrvatsko-englesko-njemački,
Društvo za plastiku i gumu, Zagreb, 2014.
Dobio je više nagrada i priznanja, od kojih se ističu Red Danice hrvatske s likom Ruđera Boškovića za osobite zasluge u znanosti 2007. (na prijedlog Društva za plastiku i gumu i Hrvatske zajednice tehničke kulture, a povodom 70. obljetnice života), Nagrada za životno djelo Faust Vrančić za doprinos tehničkoj kulturi 2004., Nagrada grada Zagreba za znanost 2002., Državna nagrada za popularizaciju i promicanje znanosti na tehničkom području 2000., Nagrada za napredak znanosti 1999.,International Education Award (Međunarodne nagrade za edukaciju, jedini izvan SAD i Kanade koji je dobio tu nagradu) 1998., Nagrada za istaknutu znanstvenu djelatnost 1987. i Republička nagrada Nikola Tesla 1977. godine za svoj ukupni doprinos znanosti, obrazovanju i drugim poljima .

## Vanjske poveznice
- Tko je tko u Hrvatskoj znanosti - Bibliografija  Arhivirana inačica izvorne stranice od 4. ožujka 2016. (Wayback Machine)
- Igor Čatić Hrvatska tehnička enciklopedija, portal hrvatske tehničke baštine. LZMK